# Inform Media
 Inform Media este o companie de publishing din România, parte a grupului austriac Vorarlberger Medienhaus care deține mai multe activități în Austria, Ungaria și Ucraina.
Grupul de presă Inform Media deține ziare locale (Jurnal Bihorean, Jurnal Arădean, Jurnal de Caraș-Severin, Timpul, Cuvântul Liber (Hunedoara), Adevărul de Arad ), cotidiene gratuite (Timiș Expres, Arad Expres, Cluj Expres),
și două cotidiene în limba maghiară - Bihari Napló și Szatmári Friss Újság, precum și săptămânalele de mică publicitate Publitim și „Bazar Bihorean”.
Compania deține și următoarele saituri de web:
- portaluri specializate de știri - aradon.ro, bihon.ro, caon.ro, clon.ro, erdon.ro, huon.ro Arhivat în 30 noiembrie 2016, la Wayback Machine., tion.ro, roon.ro, aradeni.ro, bucuresteni.ro, timisoreni.ro, și roportal.ro
- portal de mică publicitate - publi24.ro
- portal de locuri de muncă - aradjob.ro Arhivat în 19 iulie 2011, la Wayback Machine., bihorjob.ro Arhivat în 24 mai 2010, la Wayback Machine., carasjob.ro Arhivat în 3 noiembrie 2009, la Wayback Machine., clujjob.ro Arhivat în 19 iunie 2010, la Wayback Machine., satumarejob.ro Arhivat în 7 septembrie 2010, la Wayback Machine., timisjob.ro Arhivat în 2 septembrie 2011, la Wayback Machine., romjob.ro
- portal imobiliar - romimo.ro
- vânzări auto, moto - bestauto.ro, masini.ro[nefuncțională – arhivă]
, bestbike.ro
- utilaje - mascus.ro
- gastronomie - culinar.ro
- pentru copii, mămici și tătici - utilecopii.ro Arhivat în 10 septembrie 2010, la Wayback Machine.
- lifestyle, modă și sănătate - mayra.ro Arhivat în 19 septembrie 2010, la Wayback Machine., stilfeminin.ro Arhivat în 5 septembrie 2010, la Wayback Machine. și anticonceptionale.ro[nefuncțională – arhivă]
- de nuntă - infomariaj.ro
- creșterea și îngrijirea animalelor - animalutul.ro
- financiare - capitalul.ro(site cazut)

În anul 2008, Inform Media a cumpărat rețeaua de site-uri a Mirabilis Media (masini.ro, culinar.ro, portal.ro, recomanda.ro si xcent.ro) precum și saitul roportal.ro.
Inform Media a avut în 2008 o cifră de afaceri de 39,3 milioane de lei și un profit de 2 milioane lei.
În anul 2007 a avut o cifră de afaceri de 10,6 milioane euro și provit net de 0,7 milioane euro.